# 526 هـ
526 هـ هي سنة في التقويم الهجري امتدت مقابلةً في التقويم الميلادي بين سنتي 1131 و1132.

## مواليد
- القاضي الفاضل

## وفيات
- بوري بن طغدكين
- ابن العريف